# درون خاکستر
درون خاکستر (به انگلیسی: Into the Ashes) فیلمی محصول سال ۲۰۱۹ و به کارگردانی آرون هاروی است. در این فیلم بازیگرانی همچون لوک گریمز، فرانک گریلو، روبرت تیلور، جیمز بج دیل، مارگریت مورو و برادی اسمیت ایفای نقش کرده‌اند.